# 國分和人
國分 和人（こくぶん まさと、5月2日 - ）は日本の男性声優。アーツビジョン所属。千葉県出身。

## 人物
日本ナレーション演技研究所卒業。
趣味・特技は野球観戦、エレキギター、歌、ものまね、野球。
好きなものにGLAY、千葉ロッテマリーンズ、『ドラえもん』を挙げている。

## 出演作品

### テレビアニメ
2010年
- Angel Beats!（NPC男子C）
- カイチュー!（2010年 - 2011年、立川達矢） - 2シーズン
- 刀語（墨ヶ丘黒母）
- Starry☆Sky（弓道部員A）
- 伝説の勇者の伝説（coachman、御者）
- 咎狗の血（トモユキの仲間）
- 薄桜鬼 碧血録（官軍兵）

2012年
- エリアの騎士（野球部員）
- めだかボックス（柔道部員）

2013年
- 宇宙戦艦ヤマト2199（相原義一、親衛隊員、ラング艦長の部下、ドメル艦隊通信兵、ドメラーズIII世レーダー士、砲術士、ドメラーズIII世航宙士、ドルシーラ爆撃手、中央司令室通信士）※2012年劇場先行公開

2014年
- ふうせんいぬティニー（ヒゲミュージアム館長）

2017年
- 名探偵コナン（キャスター）

### OVA
- 姫ギャル♥パラダイス（2011年、男性店員）

### 劇場アニメ
- 宇宙戦艦ヤマト2199 星巡る方舟（2014年、相原義一[5]）

### webアニメ
- PES：Peace Eco Smil（2012年、pes）

### ゲーム
- 機動戦士ガンダム 戦場の絆（2006年）
- 剣と魔法と学園モノ。2G（2010年、ガレノス）
- 合成RPG 魔女のニーナとツチクレの戦士（2014年）
- 真・三國無双7 Empires（2014年）
- 姫王と最後の騎士団（2015年）
- 真・女神転生 DEEP STRANGE JOURNEY（2017年、カトー[6]）
- メタファー：リファンタジオ（2024年）

### ラジオドラマ
- VOMIC ボクと魔女の時間（2011年、煤竹ヒロミ）

### BLCD
- 純情ミステイク（編集者）

### 吹き替え

#### 映画
- ザ・ファイター
- シングルマン（ハーシュ）
- 西部戦線異状なし（ムラー）
- セックス・アンド・ザ・カントリーガール（マルコ）
- 武道実務官（ミミズ）
- プロジェクトA ※WOWOW版

#### ドラマ
- iCarly
- オースティン&アリー（デズ）
- GIRLS/ガールズ
- 恋するメゾン。〜Rainbow Rose〜（ギヒョク）
- ザ・パシフィック
- サム&キャット
- シェキラ!
- シティーハンター in Seoul（キム・サングク）
- 恕の人 -孔子伝-（孟懿子）
- ドラゴン桜 韓国版（クァク・ジョンシン 他）
- マイスウィートソウル
- ミディアム 霊能者アリソン・デュボア5（エリック・ローゲッジ）
- やってないってば!
- やりすぎ配信! ビザードバーク（ビクター）
- ヤング・スーパーマン（アイシクル）
- ロマンスが必要（アレックス）

#### テレビ番組
- アンダーカバー・ボス 社長潜入調査

#### アニメ
- ジャングル・ジャンクション（ボンゴ）
- ブルー 初めての空へ

### ボイスオーバー
- ショップジャパン・ターボスクラブ（通販）

### CM
- イエローハット（ラジオCM）

### ナレーション
- 藤井隆の胸キュン!アイドル天国
- プログラミングコロシアム

### テレビドラマ
- NHK連続テレビ小説 半分、青い。 第83回（2018年7月6日、カリスマ美容師）

### その他コンテンツ
- ヤングジャンプ 公式サイト オリジナルムービー「カイチュ→」（立川達矢）
- LisBo オーディオドラマ 山本周五郎短編集『日本婦道記』より「墨丸」（2018年[7]、鈴木平之丞（青年時代）[8]）
- 小説 映画ドラえもん のび太と空の理想郷 オーディオブック（2024年9月3日配信） - ナレーター
- Audible 鬼怒楯岩大吊橋ツキヌの汲めども尽きぬ随筆という題名の小説（2024年、朗読[9] ）
- Audible ボンボンと悪夢（2024年、朗読[10] ）